# Yalo yalo
Yaló Yaló (en grec : Γιαλό γιαλό) est une chanson traditionnelle grecque, du folklore des Îles Ioniennes.

## La chanson
| Paroles en grec Ας χαμηλώ-, ας χαμηλώναν τα βουνά να ’βλεπα το, να ’βλεπα το Μπουρνόβα να ’βλεπα την αγάπη μου τι άλλο θέλω ακόμα Γιαλό, γιαλό πηγαίναμε κι όλο για σένα λέγαμε γιαλό να πας, γιαλό να ’ρθείς τα λόγια μου να θυμηθείς Εις τον αφρό, εις τον αφρό της θάλασσας η αγάπη μου, η αγάπη μου κοιμάται παρακαλώ σας κύματα μη μου την εξυπνάτε Να ’ταν η θά-, να ’ταν η θάλασσα κρασί και τα βουνά, και τα βουνά μεζέδες κι οι βάρκες κρασοπότηρα να πίνουν οι γλεντζέδες Κεφαλονί-, Κεφαλονίτικος παπάς διαβάζει με, διαβάζει με σοφία τα δώδεκα Ευαγγέλια τα βγάζει δεκατρία | Traduction littérale Que baissent, que baissent les montagnes Que je voie, que je voie Bournova Que je voie mon amour Que voudrais-je de plus ? Sur le rivage, sur le rivage nous marchons Et parlons tout le temps de toi Sur le rivage tu vas, sur le rivage tu viens Souviens-toi de mes mots Dans l'écume, dans l'écume de la mer Mon amour, mon amour repose Vagues, je vous en prie Ne la réveillez pas Si la mer, si la mer était du vin Et les montagnes, et les montagnes des mezzés Et les barques des verres de vins Que boivent les fêtards De Céphalo, de Céphalonie le pope Lit, lit avec sagesse Les douze évangiles Qu'il tourne en treize |

## Interprétations
La chanson a été interprétée et enregistrée par Nana Mouskouri, en grec, et dans des traductions en allemand, en anglais et en français (adaptation et arrangement par George Petsilas et Pierre Delanoë).

## Yalo Yaloau cinéma
- 1961 : la chanson est utilisée dans la bande sonore du film The Guns of Navarone (Les Canons de Navarone), de J. Lee Thompson ; dans la scène de noces sur la place du village de Mandrakos[1].